# 아라키 테츠로
아라키 테츠로(일본어: 荒木哲郎 아라키 데쓰로[*], 1976년 11월 5일~)는 일본의 애니메이션 감독이다. 데스노트, 진격의 거인 등의 애니메이션을 감독하였다.

## 저명한 작품 목록
- 《데스노트》 1기 (2006년 ~2007년) - 감독, 스토리보드 아니스트, 키 애니메이터[1]
- 《쿠로즈카》 (2008년) - 시리즈 감독[1]
- 《푸른 문학 시리즈》 (2009년)[2]
- 《학원묵시록》 HIGHSCHOOL OF THE DEAD (2010년)[1]
- 《길티 크라운》 (2011년 ~ 2012년) - 시리즈 감독[1]
- 《표적이 된 학원》 (2012년) - 시리즈 감독[3]
- 《진격의 거인》(2013년) - 시리즈 감독[1]

## 수상
- 뉴타입 아니메 어워드 2013 감독상 (1위)[4]